# Apostolepis flavotorquata
Apostolepis flavotorquata — вид змій родини полозових (Colubridae). Ендемік Бразилії.

## Поширення і екологія
Apostolepis flavotorquata мешкають в центральній Бразилії, від південної Пари до Сан-Паулу. Вони живуть в сухих тропічних лісах і саванах серрадо. Ведуть риючий, денний спосіб життя.